# Blakesburg
Blakesburg – miasto w Stanach Zjednoczonych, w stanie Iowa, w hrabstwie Wapello.

## Demografia
Zgodnie ze spisem statystycznym z 2000, miasto liczyło 374 mieszkańców. W 2023 liczba mieszkańców spadła do 269 osób, a gęstość zaludnienia poniżej 385 osób/km².